# Christian Ardouin
Pour les articles homonymes, voir Ardouin.
Christian Ardouin, né le 18 avril 1952 à Nantes,, est un coureur cycliste français. 

## Biographie
Amateur durant la majeure partie de sa carrière, son palmarès compte environ 450 victoires à l'hiver 2011. Il court chez les professionnels en 1974 et 1975. 
À 60 ans passés, Christian Ardouin continue de participer à des courses cyclistes.

## Palmarès
- 1971
  - 3e du Prix Albert-Gagnet
- 1972
  - Bordeaux-Saintes
- 1973
  - Championnat de l'Atlantique-Anjou
- 1976
  - Orvault-Saint-Nazaire-Orvault
- 1978
  - 3e étape des Deux Jours cyclistes de Machecoul
- 1979
  - 2e étape des Trois Jours de Vendée
  - 2e du Circuit du Morbihan
- 1980
  - 2e du Circuit de la vallée de la Loire
  - 3e du Tour de Loire-Atlantique
- 1982
  - 2e de Nantes-Segré